# فدراسیون دو و میدانی ایتالیا
فدراسیون دو و میدانی ایتالیا (انگلیسی: Italian Athletics Federation) سازمان اداره کننده ورزش دو و میدانی در کشور ایتالیا است.
این فدراسیون که در سال ۱۹۱۳ تاسیس شده مقر آن در شهر رم قرار دارد. 